# Akiaki
Akiaki, alte Namen Thrum Cap Island und Île des Lanciers, ist eine kleine, heute unbewohnte Insel im Südosten des Pazifischen Ozeans. Sie liegt in der zentral-östlichen Gruppe des Tuamotu-Archipels und gehört politisch zu Französisch-Polynesien. Die nächste bewohnte Insel ist das rund 50 km im Südosten liegende Vahitahi.

## Geografie
Akiaki hat eine Landfläche von nur 1,4 km², die Ost-West-Ausdehnung beträgt 2,5 km, von Nord nach Süd ist Akiaki maximal 1 km breit. Das Saumriff liegt relativ nahe an der Insel, die ringsum von weißen, naturbelassenen Stränden umgeben ist. Das Inselinnere ist dicht bewachsen, obwohl die Vegetation nicht der ursprünglichen entspricht. Die Flora wurde für die Anlage von Kokosplantagen Ende des 19. und zu Beginn des 20. Jahrhunderts erheblich verändert. Nach dem Verfall der Kopra-Preise und der Aufgabe der Siedlung erobert jedoch ein Sekundärwald aus Pisonia Grandis, Pemphis acidula,  Heliotropium arboreum (Synonym: Tournefortia argentea) und Pandanus-Bäumen nach und nach die nicht mehr gepflegten Plantagen zurück.

## Geologie
Die Insel liegt auf einem 39,3 bis 39,7 Mio. Jahre alten Tiefseeplateau von 1975 km² Ausdehnung, das sich aus dem hier 3400 m tiefen Ozeanboden erhebt. Das Plateau gehört zum „Tuamotu Seamount Trail“ und ist aus einem Hot-Spot der Pazifischen Platte entstanden.
Akiaki ist ein Gehobenes Atoll, das vollständig aus Kalkstein besteht. Die ehemalige, heute völlig verlandete Lagune ist als flache, dicht überwachsene Mulde etwas östlich der Inselmitte kaum noch wahrnehmbar.

## Geschichte
Die bisher einzige veröffentlichte archäologische Erkundung von Akiaki führte der amerikanische Ethnologe Kenneth P. Emory im Auftrag des Bernice P. Bishop Museums Honolulu im Juli 1930 durch. Er fand die Überreste zweier Zeremonialplattformen (Marae) als Beweise für eine frühe polynesische Besiedlung. Der Marae Hitiaga, nördlich des Dorfes, war bereits weitgehend zerstört, sodass Emory nur noch ein paar ungeordnete Steine vorfand. Der Marae Takaua (auch Tahuka), an der Westspitze gelegen, war etwas besser erhalten, obwohl ebenfalls stark geschädigt. Eine rund 18 m lange, rechteckige, aus unbearbeiteten Kalksteinblöcken erbaute Plattform war an den Ecken mit ca. 60 cm hohen, behauenen Steinplatten verziert. Ein einzelstehender Pisonia-Baum beschattete zwei kleine, davorstehende Orthostaten. Die Zeremonialstätte lag etwa 30 m vom Strand entfernt. Heute sind in dem dichten Bewuchs keine Überreste der Bauten mehr auszumachen. Emory entdeckte auch eine Reihe von Gruben für den Anbau von Taro entlang eines zum Inselinnern weisenden Pfades, der die Anbauflächen mit dem Dorf verband.
Akiaki wurde 1768 von dem französischen Seeoffizier Louis Antoine de Bougainville für Europa entdeckt. Auf der Suche nach dem sagenhaften Davisland erreichte Bougainville mit der Fregatte La Boudeuse und der Fleute L’Étoile im März 1768 den Tuamotu-Archipel. Am 21. März 1768 kam Vahitahi in Sicht und nordwestlich davon eine weitere kleine, von einem Sandstrand gesäumte und dicht mit Wald bedeckte Insel. Wegen der starken Brandung sah Bougainville keine Möglichkeit, mit Booten zu landen. Da die Insel einen „zauberhaftem Anblick“ bot, folgten die Schiffe in zwei Meilen Abstand der Küste bis zur Westspitze, um doch noch einen Ankerplatz zu finden. Zu seinem Erstaunen sah Bougainville am Strand zwei Männer, die beim Anblick der französischen Schiffe ins Wasser liefen. Er nahm zunächst an, es seien Schiffbrüchige, die um Hilfe riefen, denn er hatte nicht erwartet, dass eine so kleine Insel bewohnt sein könnte. Die Männer rannten jedoch zurück in den Wald und bald darauf versammelten sich am Strand fünfzehn bis zwanzig nackte, muskulöse Krieger, die drohend lange Speere schwangen. Nach dieser Demonstration zogen die Insulaner sich in das Dickicht zurück, wo Bougainville mit dem Fernrohr mehrere Hütten erkennen konnte. Er nannte die Insel „Île des Lanciers“ (Insel der Lanzenträger), ging jedoch nicht an Land.
James Cook erblickte Akiaki auf seiner ersten Reise in den Pazifik am 5. April 1769. Er beschreibt die Insel als „von runder Form mit nicht mehr als einer Meile im Durchmesser“, landete jedoch nicht. Cook sah keinerlei Anzeichen von Bewohnern und nannte die mit Bäumen und Buschwerk bewachsene Insel „Thrum Cap“ nach einer runden, dicht mit Wollfäden bedeckten Mütze, die seine Seeleute trugen.
Der britische Kapitän und Händler Edward Lucett (1815–1853) erreichte Akiaki am 22. Juni 1844 und beschreibt die Insel wie folgt:

„[…] es ist nur ein kleiner Flecken, und obwohl wir mit einer halben Meile Abstand von Süden zur Nordwestspitze entlangsegelten, war vom Mastkorb keine Lagune auszumachen. Zwei Kokospalmen waren alles, was wir über der niedrigen verfilzten Buschvegetation ausmachen konnten, die anscheinend die ganze Insel bedeckte. Wir sahen keine Anzeichen von Bewohnern oder Siedlungen.“

In der Zeit vor dem Zweiten Weltkrieg hatte Akiaki noch ein funktionierendes Gemeinwesen, das Dorf Huripuga lag im Nordwesten der Insel. Heute sind dort nur noch einige verfallene Hütten und offene Unterstände zum Trocknen von Kopra zu sehen.

## Infrastruktur und Verwaltung
Akiaki ist heute nicht mehr ständig bewohnt, die letzten Bewohner sind nach Vahitahi abgewandert, nachdem der Zyklon „William“ am 20. April 1983 die Insel völlig verwüstet hatte. Von Zeit zu Zeit werden jedoch die Kokosnüsse für die Kopraherstellung abgeerntet. Es gibt auf der Insel keinerlei Infrastruktur, weder Unterkünfte, noch Straßen, keinen Hafen oder Flugplatz und kein Trinkwasser. Akiaki ist für den Touristen kaum erreichbar, da es keine regelmäßige Schiffsverbindung von den Nachbarinseln gibt.
Akiaki wird durch eine Unterabteilung (Subdivision administrative des Îles Tuamotu-Gambier) des Hochkommissariats von Französisch-Polynesien (Haut-commissariat de la République en Polynésie française) mit Sitz in Papeete verwaltet. Die Insel gehört zur Teilgemeinde (Commune associée) Vahitahi der Gemeinde Nukutavake (Commune de Nukutavake).